# پلگرینی ۷۴۳۳
سیارک ۷۴۳۳ (به انگلیسی: 7433 Pellegrini، نامگذاری:1993KD) هفت هزار و چهارصد و سی و سومین سیارک کشف شده‌است که در ۲۱ مه ۱۹۹۳ کشف شد.
قدر مطلق سیارک برابر ۱۴٫۳۰ است.